# Heteractis magnifica
Heteractis magnifica ook wel Ritteri anemoon (of: Radianthus ritteri) genoemd is een zeeanemoon van de koraalriffen uit de Grote Oceaan en Indische Oceaan die wel 1 meter groot kan worden. De anemoon heeft een voorkeur voor de meer ondiepe riffen met een sterke stroming. Hij leeft in symbiose met diverse soorten anemoonvissen waarmee zijn lila of gelige kleur kan contrasteren. De tweeband anemoonvis (Amphiprion bicinctus) en de rifbaars Dascyllus trimaculatus gebruiken deze anemoon vaak als gastheer.